# جيرار بيير-تشارلز
جيرار بيير-تشارلز هو اقتصادي وسياسي مكسيكي وهايتي، ولد في 18 ديسمبر 1935 في جاكميل في هايتي، وتوفي في 11 أكتوبر 2004 في كوبا. نشط حزبياً في Unified Party of Haitian Communists ‏.